# Psychowalkman
Psychowalkman (audiovizuálně stimulační přístroj, AVS) je přístroj, který světelnými záblesky a zvukovými šumy stimuluje mozek a tak ovlivňuje jeho chování.

## Teorie o působení psychowalkmanu a zmiňovaní odborníci
Audiovizuální stimulátor přivádí periodické optické stimuly na LED diody brýlí a současně působí také periodická zvuková stimulace. Frekvence a typ stimulace se mění podle specifického cíle. V průběhu stimulace dochází v mozku k efektu strhávání rytmů, které způsobuje postupné přelaďování z jednoho stavu vědomí do jiného. Ovlivňuje především výskyt úrovní frekvenčního spektra, které vysílají jednotlivé části mozku. Vzhledem k tomu, že při různých stavech mysli mozek vysílá různé druhy frekvenčního spektra, předpokládají, že je možné stav mysli ovlivnit působením AVS stimulace a tak pomáhají při stresu (Freedman & Marks, 1965; Glicksohn, 1986; Kroger & Schneider, 1959; Leonard, Telch & Harrington, 1999; Lewerenz, 1963; Richardson & McAndrew, 1990; Sadove, 1963; Thomas & Siever, 1989; Williams & West, 1975), dále při chronickém únavovém syndromu (Boersma & Gagnon, 1992; Siever, 1999) a používání AVS zlepšuje studijní výsledky (Budzynski, 1999) atd. Vědné odbory, které ze zabývají zdokonalením činnosti a výkonnosti lidského mozku pomocí audiovizuální stimulace se nazývají neurotechnologie.
Petr Veselý v deníku Právo publikoval článek, podle nějž účinnost AVS potvrdily tyto výzkumy:
- D. J. Anderson z Queen Elizabeth Military Hospital v Charlottetownu zaznamenal u malé skupiny pacientů zmírnění nebo potlačení záchvatů migrény v pozoruhodně vysokém stupni.
- F. Boersma z Albertské Univerzity doložil ve své studii zmírnění bolestí.
- psycholog PhD. Thomas Budzynski na Western Washington University prokázal u skupiny studentů používajících AVS lepší soustředění, učení a studijní výsledky, u seniorů zlepšení mentálních funkcí a paměti.
- Dr. Fred Boersma zkoumal vliv AVS na chronickou bolest.[3]
- američtí psychologové z Mindworks International v Miami zjistili u zkoumaných policistů významný pokles srdečního tepu a napětí svalů, snížení úzkosti a zlepšení nálady.

V některých odborně nerelevantních textech je v souvislosti s AVS jmenován Walter Grey, který v letech 1940–1944 měl zkoumat vliv audiovizuálních podnětů na lidskou psychiku a zjistit, že mozek se snaží napodobit frekvenci blikajícího světla.
Webový server iTEST.cz zveřejnil v roce 2004 článek Veroniky Řezáčové
, ve kterém autorka uvádí, že autorem programů do jí testovaných AVS přístrojů byl Prof. Dr. J. Bittner z university v německém Essenu. Tato autorka rovněž píše, že původně byl přístroj užíván ve výzkumném ústavu NASA, americké kosmické agentury. Podle jiných tradovaných informací měl v NASA být v 70. letech 20. století používán ve výcviku a přípravě pilotů a kosmonautů.
První předprogramovaný, digitální, kompaktní AVS přístroj, Mastermind, byl zkonstruován v roce 1981[zdroj⁠?!], a první sériově vyráběný samouživatelský model uvedla na trh v roce 1989 americká společnost Synetic Systems International, Inc[zdroj⁠?!]. Ve dnech 5.–7. 12. 1992 se údajně konal první světový neurotechnologický kongres v Seattle, týkající se této technologie. Podobné informace se objevují i v řadě dalších textů[kde?] na internetu, jejichž povaha je zřetelně obchodní.

## Obchodní význam AVS
Psychowalkman je doložitelný především jako výnosný obchodní artikl. Několik firem prodává tyto přístroje za ceny mezi 3 500 až 22 000 Kč za kus.
Výrobci jsou zejména firmy z USA, ale i z jiných zemí Dayeang E&C (Korea):
- Dayeang E&C (modely MC Square X1, Everyday, Master, Baby IQ)
- česká společnost Happy Electronics, s.r.o. (modely Victory V2, Flex biofeedback)
- LTK Company Limited (modely Therapy station)
- Synetic Systems International, Inc. (modely Brainsportslink, Galaxy, Sirius, Proteus a některé ze starších modelů -Voyager, Mindlab…)
- Mind Gear, Inc. (model Zen Master)
- Microfirm, Inc. (přístroje Photosonix – Inner Pulse, Luma 10 a některé ze starších modelů – Halcyon, Muse, Nova Pro)
- MindSpa, Inc. (modely MindSpa a Sportslink)
- Mind Alive (David PAL, David PAL 36) – Kanada
- belgická společnost Fondamental, s.a. (přístroj Dreamer)
- ACR Neurosystems (Sirius ACR, Sirius Sleep, Flasher) – Česká republika
- Mindfields (MindLights) – Německo